# Jeff Glass
Jeff Glass, född 19 november 1985 i Calgary, Alberta, är en kanadensisk professionell ishockeymålvakt som spelar för Toronto Marlies i AHL.
Han har tidigare spelat på NHL-nivå för Chicago Blackhawks och på lägre nivåer för Dinamo Minsk, HK Lada Toljatti, CSKA Moskva, Spartak Moskva, HK Sibir Novosibirsk och Barys Astana i KHL, Rockford IceHogs, Toronto Marlies och Binghamton Senators i AHL, Charlotte Checkers i ECHL och Kootenay Ice i WHL.
Glass valdes av Ottawa Senators i tredje rundan i 2004 års NHL-draft som 89:e spelare totalt.
Den 3 september 2018 skrev han på ett PTO-kontrakt (Professional Try Out) med Calgary Flames men tog inte en plats i laget och skrev på ett kontrakt med AHL-klubben Toronto Marlies den 4 oktober 2018.

## Spelarkarriär
- Kootenay Ice 2002–05
- Charlotte Checkers 2005–06
- Binghamton Senators 2006–09
- Barys Astana 2009–12
- HK Sibir Novosibirsk 2012–13
- Spartak Moskva 2013–14
- CSKA Moskva 2013–14
- HK Lada Toljatti 2014–15
- HK Dinamo Minsk 2015–16
- Toronto Marlies 2016–17
- Chicago Blackhawks 2016–18
- Rockford IceHogs 2016–18
- Toronto Marlies 2018–